# John Steele (soldato)
John Marvin Steele (Metropolis, 29 novembre 1912 – Fayetteville, 16 maggio 1969) è stato un militare statunitense.

## Biografia
Membro della 82nd Airborne Division dell'esercito statunitense, John Steele è ricordato per un singolare episodio di cui fu protagonista durante lo sbarco in Normandia. Insieme alla sua divisione, Steele si paracadutò sul comune francese di Sainte-Mère-Église; fu uno dei pochissimi paracadutisti a non rimanere ucciso durante l'operazione, venendo però ferito al piede. Mentre planava sulla cittadina, il suo paracadute rimase impigliato a una delle guglie della chiesa: Steele si finse morto e rimase appeso a penzoloni sulla facciata della chiesa per un paio d'ore, prima di essere preso come ostaggio dalle truppe naziste. Sarebbe riuscito a fuggire dopo quattro ore e riuscì a ricongiungersi con le altre truppe statunitensi sbarcate in Normandia. Per il suo servizio in combattimento fu decorato con la Bronze Star Medal e il Purple Heart.
Steele sopravvisse alla seconda guerra mondiale e sarebbe morto a causa di un cancro alla gola nel 1969, all'età di cinquantasei anni.

## Nella cultura di massa
Sainte-Mère-Église ha mantenuta viva la memoria di John Steele, che avrebbe visitato il comune più volte dopo la fine della guerra. Una taverna in centro, l'"Auberge John Steele", porta il suo nome e un monumento in suo onore, collocato sulla facciata della chiesa, ricorda l'episodio che lo coinvolse durante il D-Day.
L'attore premio Oscar Red Buttons ha interpretato Steele nel film Il giorno più lungo (1962) e il parà appare anche nel videogioco Call of Duty.

## Galleria d'immagini

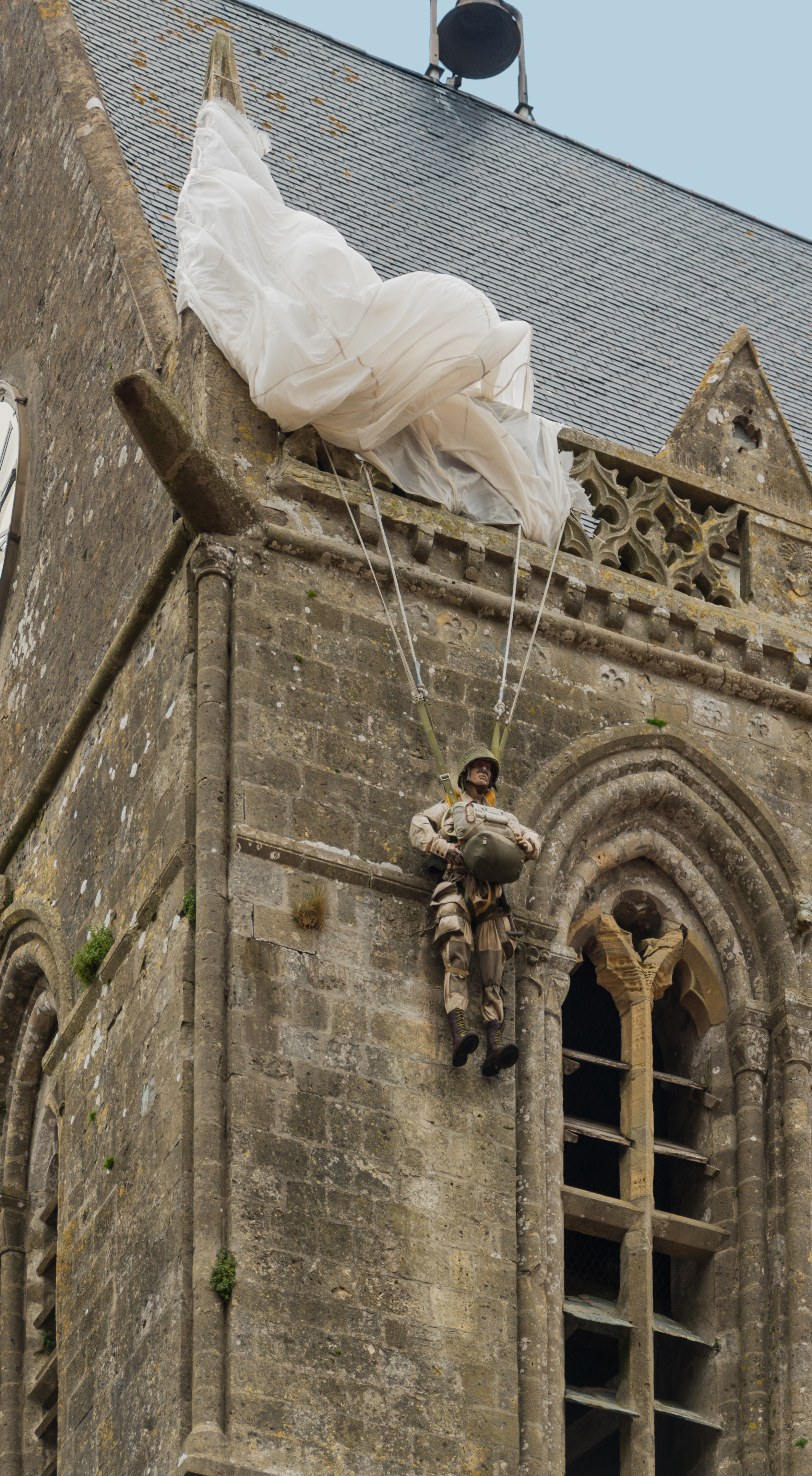
Memoriale di John Steele sulla facciata della chiesa di Sainte-Mère-Énglise
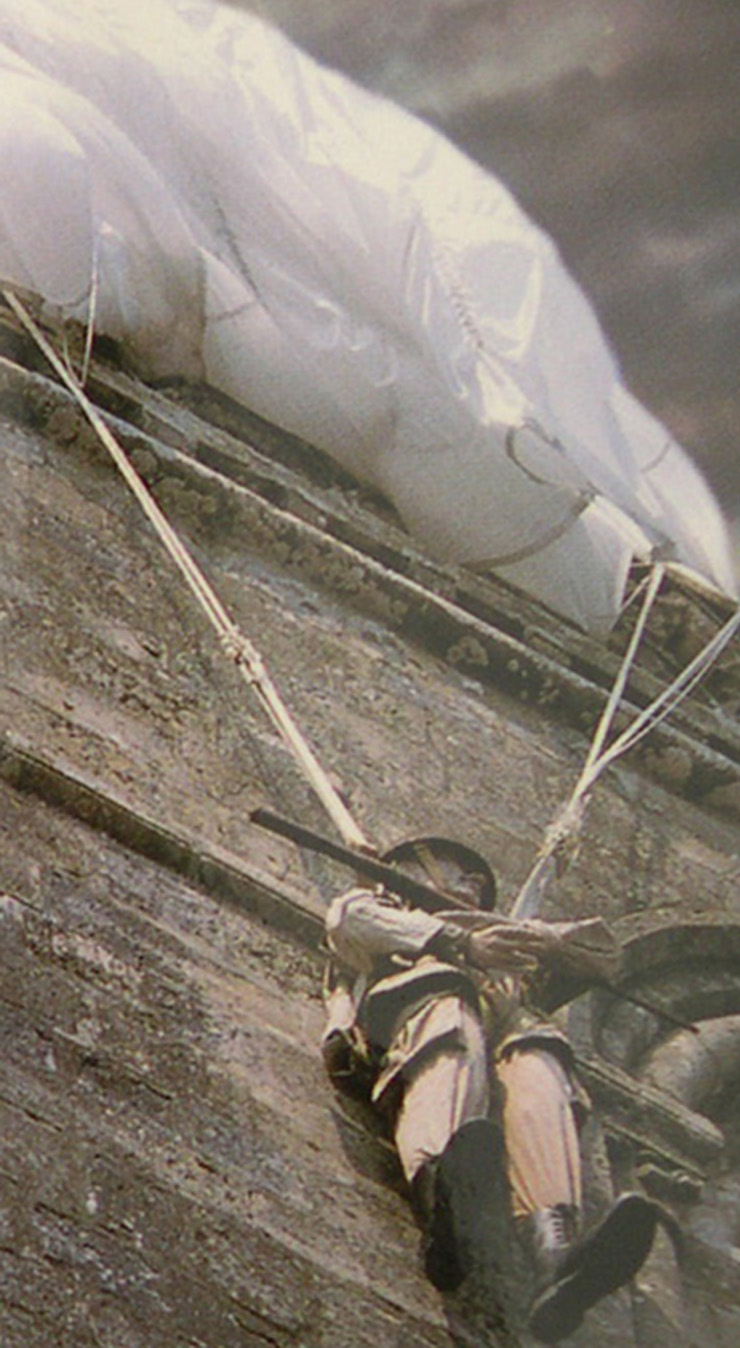
Dettaglio